# Cephalops taiwanensis
Cephalops taiwanensis är en tvåvingeart som beskrevs av De Meyer 1992. Cephalops taiwanensis ingår i släktet Cephalops och familjen ögonflugor.
Artens utbredningsområde är Taiwan. Inga underarter finns listade i Catalogue of Life.